# 1759 Kienle
1759 Kienle eller 1942 RF är en asteroid i huvudbältet, som upptäcktes 11 september 1942 av den tyske astronomen Karl Wilhelm Reinmuth i Heidelberg. Den har fått sitt namn efter den tyske astronomen Hans Kienle.
Asteroiden har en diameter på ungefär 7 kilometer.